# Aceleradora
Aceleradoras de startups são um tipo moderno de incubadoras de empresas. As aceleradoras, no entanto, tem uma metodologia mais complexa e estruturada.
O processo para participar das aceleradoras é aberto, e estas geralmente procuram por startups consistindo de um team  para apoiá-los financeiramente, oferecer consultoria, treinamento e participação em eventos durante um período específico, que pode ser de três a oito meses. Em troca, as aceleradoras recebem participação acionária na empresa.

## Processo
O processo que as startups passam na aceleradora pode ser dividido em cinco fases distintas:

## Aceleradoras x Incubadoras
As principais diferenças entre as aceleradoras e incubadoras são:
- O processo de aplicação é aberto a qualquer pessoa, mas altamente competitivo. Y Combinator e TechStars por exemplo têm taxas de aceitação entre 1% e 3%.
- O investimento é feito geralmente em troca de participação acionária. Os valores são tipicamente entre US$ 35.000 e US$ 50.000 ou € 10.000 e € 50.000 na Europa. No Brasil o investimento gira em torno de R$ 10.000 e R$ 50.000.
- O foco está em pequenas equipes, e não em fundadores individuais. Aceleradoras consideram que uma pessoa não é suficiente para lidar com todo o trabalho associado a uma startup.
- O período do programa é curto, geralmente três meses, podendo ser extenso, dependendo da aceleradora.
- As startups são aceitas e tutoradas em classes, a aceleradora não é um recurso sob demanda.[3]

## História
A primeira empresa aceleradora foi a Y Combinator, que começou no Vale do Silício em 2005, fundada por Paul Graham. Ele foi seguido em 2006 pela TechStars.
Com a crescente popularidade nos Estados Unidos, as aceleradoras se espalharam pela Europa, sendo a pioneira a Seedcamp em 2007, seguida pela Startupbootcamp em 2010.
Em julho de 2011, havia mais de 200 aceleradoras em atividade nos Estados Unidos e na Europa.
A Forbes publicou a primeira análise quantitativa de aceleradoras em abril de 2012 .
Hoje em dia, já podemos ver o crescimento das aceleradoras de startups no Brasil.

## Aceleradoras Conhecidas Mundo Afora

### Y Combinator
Fornece capital semente, consultoria e conexões programas semestrais de três meses em troca de em média 6% de participação acionária na empresa. Em 2013 a Y Combinator já tinha financiado mais de 500 empresas em 30 diferentes mercados. Algumas das empresas financiadas são: Scribd, reddit, Airbnb, Dropbox, Disqus e Posterous.

### TechStars
É uma aceleradora de inicialização e fundada por David Cohen, Brad Feld, David Brown, e Jared Polis. Menos de 1% das empresas que se inscrevem na TechStars são aceitas. Das 114 empresas que concluíram o programa da TechStars, 92% são ativas e rentáveis. Mentores da TechStars incluem: Dennis Crowley CEO do Foursquare, David Karp CEO do tumblr, Dharmesh Shah co-foundador e CTO do HubSpot e Fred Wilson da Union Square Ventures. Algumas das empresas financiadas: Graphic.ly, Next Big Sound, OnSwipe e Lore.

### Seedcamp
Criada em maio de 2007 por um grupo de 30 investidores europeus, a Seedcamp é um aceleradora pan-europeia sediada em Londres. O fundo agora tem um portfólio de mais de 70 empresas e é apoiado por mais de 30 empresas de capital e investidores anjo. Globalmente já arrecadou mais de 50 milhões de Euros de investidores externos.

## Aceleradoras Brasileiras

### 21212
A aceleradora 21212 tem escritórios em Nova York e no Rio de Janeiro e busca startups em estágio de validação de hipóteses e desenvolvimento do produto. O investimento por startup é de 50 mil reais em capital e até 350 mil reais em serviços oferecidos por parceiros. Dependendo do estágio da startup, a aceleradora pega entre 10% e 20% de equity. Fabio Seixas, fundador da Camiseteria, e Christopher Meyn. São realizados três programas de aceleração por ano, com duração de quatro meses cada. Queremos, PagPop, ResolveAí, EasyAula, Bidcorp e ZeroPaper são algumas startups que participaram do programa .

### Aceleradora
Fundada em 2008 por Yuri Gitahy e situada em Belo Horizonte, a Aceleradora busca por startups de tecnologia, mobile e serviços. O investimento por startup é de até 50 mil reais, podendo chegar a valores maiores. O equity por empresa é de até 15%, dependendo do estágio da startup. No time de mentores estão nomes como Gustavo Caetano, da SambaTech, Simon Olson, do Google, e Felipe Matos, da Start-Up Brasil. O processo de aceleração dura de três a seis meses e a seleção é feita a cada nove meses. Sympla, Crowdtest, Emotion.me e Ledface participaram do programa.

### ACE (antiga Aceleratech)
Fundada em agosto de 2012, por Mike Ajnsztajn e Pedro Waengertner, dois empreendedores seriais após a venda de sua última empreitada (Zuppa) para o Peixe Urbano. A aceleradora busca por startups com pelo menos um protótipo ou um MVP. As startups aprovadas podem receber um investimento de até 150 mil reais durante o programa de aceleração, em troca de 10% a 15% de equity, dependendo do estágio da empresa. A aceleradora também é uma das escolhidas pela iniciativa de fomento ao empreendedorismo do Governo Federal, Start Up Brasil. O processo de aceleração dura de 4 a 6 meses e tem em sua programação pontos como validação de modelo de negócio, definição de modelo de receita, e foco específico em marketing e vendas. e  e na equipe de 100+ mentores estão grandes nomes como Julio Vasconcelos, CEO do Peixe Urbano, e Malte Huffmann, co-fundador da Dafiti,Claudio Gora, fundador da Locaweb, Paulo Humberg da A5 investimentos, entre outros.  Profes, Love Mondays, Poppin, GoCache, PetAnjo, são algumas dentre as mais de 130 Startups aceleradas.

### Artemisia
Fundada em 2004 pela Potencia Ventures e tem sua sede em São Paulo. O programa de aceleração tem como foco, não exclusivo, acelerar negócios nas áreas de saúde, educação, serviços financeiros e habitação. A aceleradora não investe diretamente nas startups e não exige participação nas selecionadas. Marcelo Nakagawa, do Centro de Empreendedorismo do Insper, Fernando Costa, da EasyComp e Ewaldo Russo, do São Paulo Anjos e Grupo Fleury, são alguns mentores. O programa tem duração de três meses e Saútil, HandTalk, Geekie, Konkero QMágico e Simbiose Social são algumas startups que passaram pelo processo.

### Baita Aceleradora
A Baita é uma aceleradora com sede em Campinas, São Paulo fundada em junho de 2013. Atualmente também possui uma unidade em Teresina, no Piauí.

### Be.Labs Aceleradora
Diminuir a diferença entre os gêneros, apoiando mulheres empreendedoras no desenvolvimento e aceleração de novas ideias e negócios. Esta é a proposta da Be.Labs Aceleradora. com sede em João Pessoa, Paraíba,  a aceleradora,  chega ao mercado para contribuir com o empoderamento feminino por meio do empreendedorismo. www.belabs.org

### BrazilLAB
O BrazilLAB é um hub de inovação com foco no setor público, com sede em São Paulo. Fundada em 2016 por Letícia Piccolotto, a aceleradora busca startups de diversas áreas que queiram trabalhar com o setor público. MGov, Linte, Yubb, Cuco Health e AppProva são algumas que passaram pelo seu programa de aceleração. O BrazilLAB oferece mentoria, atividades e workshops voltados à adaptação do modelo de negócio para trabalhar com o setor público, além de investimento em troca de equity e apoio na implementação da solução em governos. Atualmente, está em sua terceira edição do programa. Manoel Lemos, da RedPoint Eventures e André Barrence, do Campus São Paulo, são alguns do embaixadores.

### CESAR.labs
O CESAR.labs é a aceleradora do Instituto CESAR com sede em Recife. A aceleradora é uma das parceiras do programa do governo federal Start-up Brasil, tendo acelerado através desse programa 12 empresas. A aceleradora abre chamadas anualmente investindo até R$ 200 mil por startup.

### CONESUL Aceleradora
A Conesul Aceleradora tem atuação nacional. Destaca-se no cenário por ser a empresa a ter colocado processos de aceleração dentro de um aplicativo que possui infinitas ferramentas e conteúdos para pessoas, founders, startups, empreendedores e empresas; sobre dinheiro de fomento, fundo perdido, emprego, financiamento e oportunidades no ecossistema da inovação. Com o aplicativo a Conesul Aceleradora mostra desde o início de suas operações, de forma concreta como criar valor na economia atual e nos negócios. Através do APP também é possível se certificar na área de inovação.  A Conesul nasceu da fusão de experiências de atuação de TI em negócios; incluindo uma fábrica de aplicativos (APPs), uma empresa de negócios com governo e infraestrutura de serviços. Para liderar as operações no Brasil a empresa conta com a experiência do executivo Artur Cezar que além de ex-AMBEV, Harvard e MIT transita nos meios empresariais e governamentais.  A empresa possui seus programas de aceleração disponíveis permanentemente através do APP, fornecendo agilidade e praticidade, atuando em forma de rede, com um interessante, rentável e produtivo programa de Embaixadas e Embaixadores Conesul; o que permite uma capilaridade no Brasil e na América do Sul, sendo o melhor networking do ecossistema e gerando emprego e renda com atuação real tanto nas capitais como no interior do país. A Conesul foca em negócios onde há pessoas envolvidas e dedicadas. Sendo atendidos os requisitos, os investimentos podem ir de R$ 10.000 a R$ 20.000.000; através de capital, aplicativo, mentoria, serviços, infraestrutura, marketing e toda a gama de serviços empresariais. O equity solicitado varai de 2% a 20%. A Conesul é A principal aceleradora a atuar na obtenção de recursos de fomento ao empreendedorismo, ciência e tecnologia; que vem das esferas federal, estadual e municipal, preparando pessoas, pesquisas e projetos para a obtenção de recursos junto a órgãos de governo. Realiza também a motivação e empoderamento de profissionais com projetos de nicho; tal como futebol.guru, 99fretes, 99cargas, cedulasemoedas, cursosviainternet, blogdoflamengo, blogdocorinthians, 99mototaxis, escoteiros.net, melhoressites, precisoh, clubedopitch e mais de uma centena de projetos.

### EVOA Aceleradora
A EVOA é uma aceleradora de Maringá e região, Paraná. A pioneira da região e uma das primeiras aceleradoras sem fins lucrativos, cujos principais objetivos são o apoio e desenvolvimento de empresas com potencial de crescimento exponencial e os desafios corporativos, os quais buscam resolver problemas reais de grandes corporações. Além desses, realiza constantes eventos e capacitações, diretamente ou através de uma rede de parceiros, para fomentar o surgimento de ideias inovadoras e desenvolver competências para empreendimentos escaláveis. A aceleradora abre batches constantes para seu programa de aceleração.

### JUMP Brasil
A JUMP Brasil é a aceleradora do parque tecnológico Porto Digital. Fundada em 2015 com sede no Recife, a JUMP tem como foco de atuação os setores de tecnologia da informação e economia criativa. A acelaradora projeta investir R$ 20 milhões nos seus primeiros cinco anos de operação.

### Kranium Aceleradora
Startup capaz de acelerar negócios de forma 100% online, personalizada, colaborativa e com apoio de orientadores, especialistas, mentores e investidores. Fundada em 2011, no Recife, a Kranium se transformou numa Startup em 2014, quando desenvolveu uma metodologia de aceleração de negócios chamada Jornada Kranium. O principal objetivo é analisar o potencial e o risco de projetos, verificando se possuem o perfil adequado para participar do programa, que acompanha o desenvolvimento durante um ano, num programa gamificado e com abordagem em mais de 50 pontos de desenvolvimento dos negócios. As avaliações são online e os resultados indicam o melhor caminho para os empreendedores. www.kranium.com.br

### Papaya Ventures
Fundada em 2012 com sede no Rio de Janeiro, a Papaya Ventures é uma aceleradora multitemática, ou seja, cada programa tem um tema diferente. O investimento é de 30 mil reais por startup e a aceleradora pega 10% de equity por empresa. Amure Pinho, diretor executivo na Sync Mobile, Paul Papadimitriou, da Inteligência Digital, entre outros. A cada seis meses são selecionadas cinco startups para serem aceleradas.

### SPIN
A Spin é a primeira e a maior rede de aceleradoras startup+indústria do Brasil (hardware e software) e também uma das dez melhores aceleradoras do país, conforme o Startup Awards 2018. Com unidades estabelecidas nas cidades de São Paulo, Curitiba, Joinville, Blumenau e Jaraguá do Sul, a Spin é parceira oficial do Stanford Research Institute para todo o território nacional e tem como objetivo colocar frente a frente startups inovadoras, indústrias e investidores interessados em transformá-los em negócios exponenciais. Para saber mais, basta acessar o site www.spin.capital. A aceleradora também está nas redes sociais e possui o portal de educação www.spin.capital/academy.

### Start You Up
A Start You Up busca por empresas de cunho tecnológico, principalmente nas áreas de mobile, e-commerce e mídia digital, com potencial de escala global. Fundada no ano passado, sua sede fica em Vitória, no Espírito Santo. A aceleradora investe 30 mil reais na startup e pega um equity de até 15% por empresa acelerada. Jesper Rhode, head de Inovação da Ericson, e João Kepler Braga, fundador e CEO do Show de Ingressos, são alguns mentores.

### Startup Farm
A Startup Farm nasceu em 2011 e sua sede fica na capital paulista. A aceleradora acolhe desde startups que estejam iniciando até mais maduras. Tem 10% de equity por R$150mil de investimento. Tem um time com 500 mentores fazem parte da rede e aproximadamente 1000 empreendedores acelerados em 300 startups. Easy Táxi, Verios, RankMyApp, Infoprice e BXBlue são algumas startups que passaram pela Startup Farm.

### Sýndreams
Localizada em Santa Bárbara d´Oeste, São Paulo, a aceleradora Sýndreams busca empreendedores que estejam utilizando algum tipo de inovação nos setores de Economia Criativa,inovação Industrial e Agronegócio. Fundada em 2012, a aceleradora não fica com percentual da startup. O retorno é com base nem percentual do faturamento ou captação de investimento. www.syndreams.com.br

### Techmall
O Techmall é uma aceleradora de negócios e startups de alto impacto localizada em Belo Horizonte. Fornecemos por meio do nosso programa de aceleração de 12 meses infraestrutura, metodologias, investimento financeiro, mentorias e workshops, benefícios de parceiros, eventos e conexões para as startups. Estamos em busca de startups que já tenham seus produtos lançados e uma base de usuários desenvolvida com uma equipe de empreendedores que pense grande. Aceleramos empresas de software e hardware de todos os setores. www.techmallsa.com.br

### Tree Labs
A Tree Labs foi fundada e, 2012 e participa das empresas em um estado muito embrionário. A aceleradora pega 9% de equity por startup e há uma ajuda de custo de 11 mil reais. O processo de aceleração tem duração de um semestre e é dividido em três módulos: produto, negócios e investimento. Glenn Marcus, fundador e CEO da AppExtras, e Humberto Matsuda, sócio responsável pelos fundos de Venture Capital da Performa Investimentos, são alguns mentores. No semestre passado cinco empresas participaram do programa: Agendor, AssinaMe, ClickARQ, Logovia e Recruto.

### Wave Accelerator
A Wave é uma aceleradora com sede em Fortaleza, inicialmente chamada 85Labs. A Wave faz parte do programa Start-up Brasil, é parceiro do Instituto do Câncer do Ceará na criação do BIOLABS, um núcleo de inovação na área da saúde pioneiro da região, e também é parceira do Microsoft Innovation Center de Fortaleza.

### Zion Pointer Grupo
É uma aceleradora localizada em Piracicaba atendendo a Região Metropolitana de Piracicaba com 26 municipios. Fornece por meio do nosso programa de aceleração 12 meses de acompanhamento, metodologias, investimento financeiro, mentorias e workshops, benefícios de parceiros, eventos e conexões para as startups. Atende também Micro Empreendedores individuais e Startups. Fundada em 2016, a aceleradora não fica com percentual da startup. O retorno é valor fixo diante do estágio e maturidade do negócio. www.zionpointer.com.br

## Ligações Externas
- Zionpointer.com.br
- ACE Startups
- 21212
- Conesul Aceleradora
- EVOA Aceleradora
- JUMP Brasil
- Techmall
- SPIN
- Be.Labs Aceleradora
- Sýndreams
- Wave Accelerator
- «Tire sua ideia do papel» (Syndreams Aceleradora, 9 de fevereiro de 2017)
- «Uma lista de aceleradoras com dados de desempenho e opiniões»
- «Um banco de dados de aceleradoras»
- Startup Factories «Programas de aceleradoras europeias» Verifique valor |url= (ajuda)
- «Como funciona o programa de aceleração da Aceleratech»